# Канделаки, Оттар Александрович
От(т)а́р Алекса́ндрович Кандела́ки (род. 14 декабря 1928) — советский борец вольного стиля, чемпион и призёр чемпионатов СССР, призёр Кубка мира, мастер спорта СССР.

## Биография
Увлёкся борьбой в 1947 году. В 1954 году выполнил мастерский норматив. Участвовал в 13 чемпионатах страны (1948—1961 годы).

## Спортивные результаты
- Чемпионат СССР по вольной борьбе 1952 года — ;
- Чемпионат СССР по вольной борьбе 1954 года — ;
- Чемпионат СССР по вольной борьбе 1957 года — ;
- Чемпионат СССР по вольной борьбе 1958 года — ;
- Чемпионат СССР по вольной борьбе 1960 года — ;

## Семья
Отцом Отара Канделаки был известный циркач и борец Сандро Канделаки.